# Juillet 1845

## Événements
- 1er juillet, France : création par Charles Duveyrier de la Société générale d'Annonces, place de la Bourse. Combinant les idées d'Havas et d'Émile de Girardin, elle possède la régie publicitaire des six principaux quotidiens. Elle s'unit à l'agence Havas en 1857.

- 4 juillet, France : ouverture de l'Hippodrome de la barrière de l'Étoile. Il est incendié le 27 juillet 1846.

- 4 - 5 juillet, France : loi sur la police des chemins de fer.

- 5 juillet, France : Victor Hugo et Léonie Biard sont surpris en flagrant délit d'adultère dans un hôtel du passage Saint-Roch. Pair de France, Victor Hugo ne peut être arrêté. Léonie est emmenée à la prison Saint-Lazare.

- 5 juillet, France : loi d'établissement du chemin de fer de Lille à la frontière de Belgique.

- 6 juillet, France : Le Moniteur note que les jésuites cessent d'exister en France. Réussite de la négociation de Guizot via Rossi avec la cour de Rome.

- 11 juillet, France : la Chambre vote des crédits pour la restauration de Notre-Dame de Paris par Viollet-le-Duc et Lassus.

- 11 juillet, France : Auguste Biard retire sa plainte contre Victor Hugo (à la sollicitation de Louis-Philippe).

- 15 juillet, France : loi sur la police des chemins de fer.

- 16 juillet, France : loi complémentaire sur le chemin de fer de Paris à Lyon et de Lyon à Avignon.

- 18 juillet, France : loi qui apporte règlement et adoucissement dans le régime de l'esclavage aux colonies. Elle prévoit l'abolition de l'esclavage mais ne précise ni l'échéance ni les modalités.

- 19 juillet, France :
  - le traité sur le droit de visite conjoint est promulgué;
  - loi complémentaire des chemins de fer de Tours à Nantes et de Paris à Strasbourg;
  - loi d'établissement de l’embranchement sur Reims et Metz, sur Dieppe et Fécamp et de Rouen au Havre;
  - loi d'établissement de l’embranchement d'Aix-en-Provence sur Marseille et Avignon.

- 21 juillet, France : création de la Compagnie des chemins de fer du Nord.

- 23 juillet : en Prusse, le pouvoir met fin à vingt ans de conflit en reconnaissant le droit aux vieux-luthériens de ne pas adhérer à l’Union évangélique.

## Naissances
- 5 juillet : Wilhelm August Heinrich Blasius (mort en 1912), ornithologue allemand.
- 9 juillet : George Darwin (mort en 1912), astronome et mathématicien anglais.

## Décès
- 2 juillet : Ange François Blein, général d'Empire.
- 11 juillet : Johann Wilhelm Meigen, entomologiste allemand (° 1764).
- 12 juillet : Henrik Arnold Wergeland, poète romantique et nationaliste norvégien (° 1808).